# Niederländische Badmintonmeisterschaft 1958
Die Niederländische Badmintonmeisterschaft 1958 war die 17. Austragung der nationalen Titelkämpfe im Badminton in den Niederlanden.

## Sieger und Finalisten
| Disziplin    | Gold                       | Silber                          |
| ------------ | -------------------------- | ------------------------------- |
| Herreneinzel | Bob Loo                    | Rob de Wit                      |
| Dameneinzel  | Els Robbé                  | Frieda Quist                    |
| Herrendoppel | Ruud de Wit Rob de Wit     | Piet Veentjer D. van Galen Last |
| Damendoppel  | Annie W. Koch Frieda Quist |                                 |
| Mixed        | Bob Loo Frieda Quist       | Leen Verhoef Els Robbé          |